# Kim Jung-joo
Kim Jung-joo (* 11. November 1981 in Jinju, Gyeongsangnam-do) ist ein ehemaliger südkoreanischer Boxer. Kim war Bronzemedaillengewinner der Olympischen Spiele 2004 und 2008 sowie Goldmedaillengewinner der Asienspiele 2002 und der Asienmeisterschaften 2004.

## Karriere
Seine erste internationale Meisterschaft bestritt Kim 2002 bei den Asienspielen, wo er auf Anhieb eine Goldmedaille im Weltergewicht (-69 kg) erringen konnte. Er schlug dabei im Halbfinale Non Boonjumnong, Thailand (28:13). Im Jahr darauf nahm er auch an den Weltmeisterschaften teil, musste sich hier aber bereits im Achtelfinale Baqtijar Artajew, Kasachstan (29:10), geschlagen geben.
2004 startete Kim bei den Olympischen Spielen und erreichte nach Siegen über Witali Grushak, Moldawien (23:20) und Juan Novoa, Kolumbien (25:23) das Halbfinale, das er gegen den späteren Silbermedaillengewinner Lorenzo Aragón, Kuba (38:10), verlor und damit die olympische Bronzemedaille gewann.
Bei den Asienspielen 2006 musste sich Kim bereits im ersten Kampf dem späteren Silbermedaillengewinner Angkhan Chomphuphuang, Thailand (22:16), geschlagen geben. 2008 konnte er sich über das asiatische Olympiaqualifikationsturnier für die Olympischen Spiele qualifizieren, bei denen er nach einem knappen Sieg über Jack Culcay-Keth, Deutschland (+11:11) und weiteren Siegen über John Jackson, Britische Jungferninseln (10:0), und Demetrius Andrade, USA (11:9), wie schon 2004 wieder das Halbfinale erreichte, sich aber auch diesmal mit einer Bronzemedaille begnügen musste. Er verlor gegen Baqyt Särsekbajew, Kasachstan (10:6).
Nach diesem Erfolg beendete Kim seine Karriere und machte seinen Abschluss als Sportlehrer.